# 盛京鸟属
盛京鸟属（学名：Shengjingornis）是反鸟类长翼鸟科下的一个属，生活在中国辽宁省锦州市的早白垩世时期，现已灭绝。该属包含一个模式种：杨氏盛京鸟（Shengjingornis yangi），其化石发现于距今1.2亿年前的热河群九佛堂组中。
相较于其它的长翼鸟科物种，杨氏盛京鸟的体型更大。 此外，杨氏盛京鸟还有以往在反鸟类中未发现的形态特征，如特殊的叉骨突和饼状的胸骨等。

## 命名
盛京鸟属由沈阳师范大学古生物学院李莉博士等人命名，属名为沈阳的历史名称“盛京”。